# الاقياض (الطويلة)

تعديل مصدري - تعديل

الاقياض هي إحدى قرى عزلة القصبة بمديرية الطويلة التابعة لمحافظة المحويت، بلغ تعداد سكانها 438 نسمة حسب تعداد اليمن لعام 2004.